# Sajószentkirály
Sajószentkirály (szlovákul Kráľ) község Szlovákiában, a Besztercebányai kerület Rimaszombati járásában.

## Fekvése
Tornaljától 11 km-re délre, a Sajó bal partján, a magyar határ mellett fekszik.

## Élővilága

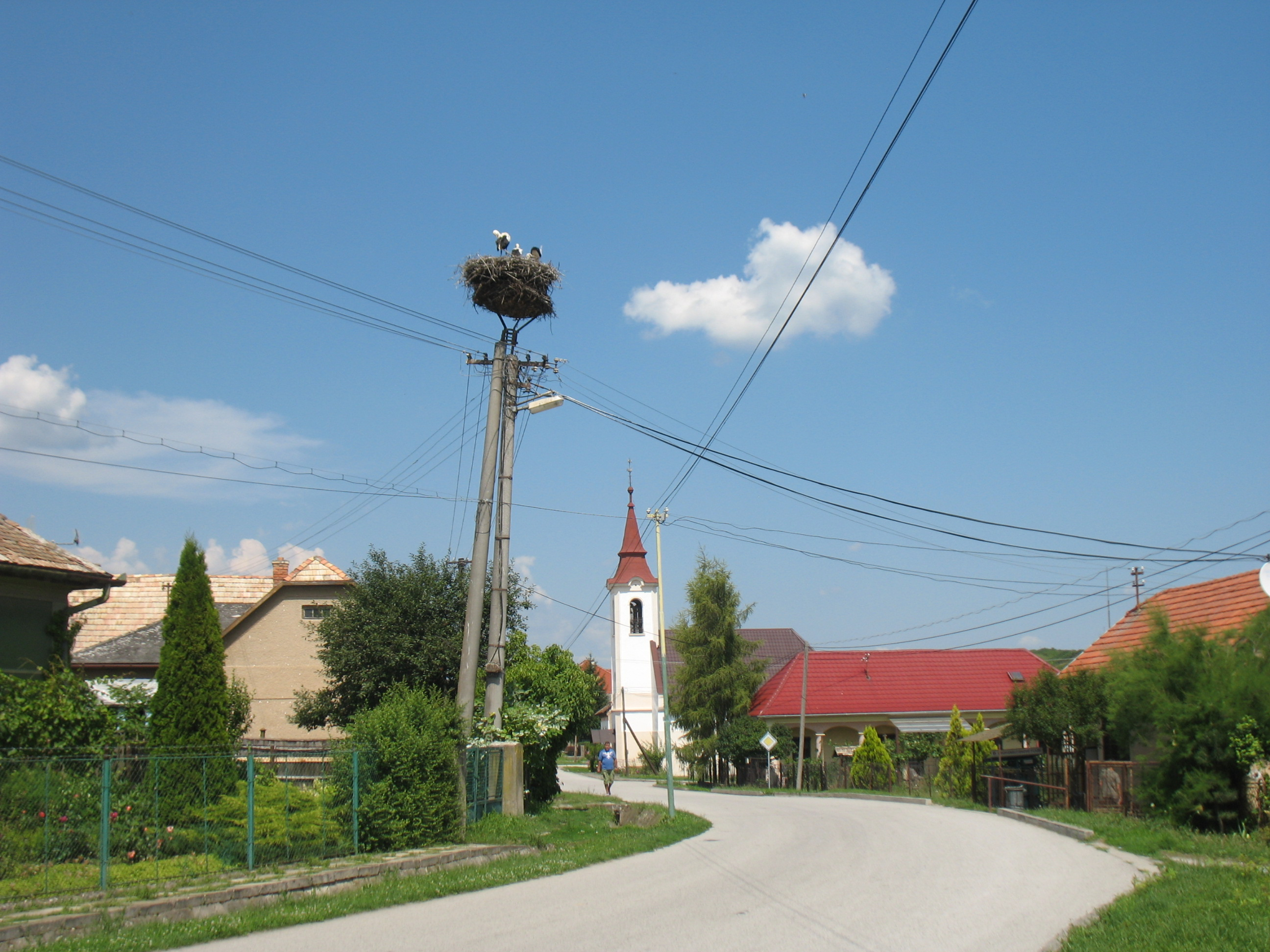
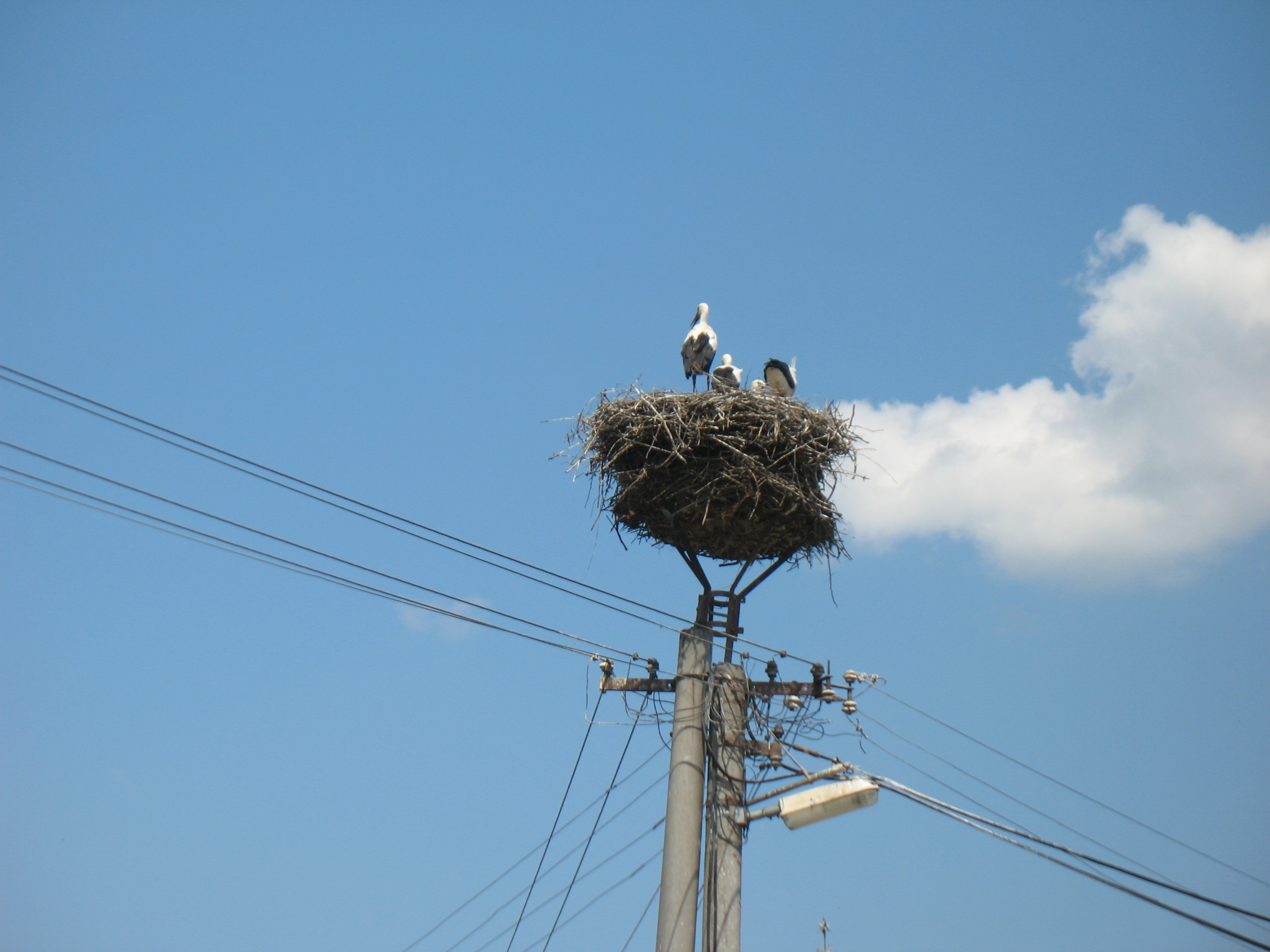

A faluban egy gólyafészket tartanak nyilván.

## Története
A hagyomány szerint Szent László királynak volt kastélya a faluban és a mai kastély ennek alapjaira épült. A település első írásos említése 1282-ből származik "Zenthkyral" alakban. 1288-ban "Sanctus Rex", 1300-ban "Zenthkyral", 1337-ben "Scenthkyral" alakban említik. A helyi nemes Szentkirályi család birtoka volt, majd a 16. század végétől a Rákóczi-családé, akiktől a szabadságharcot követően a császár elvette. Ezután több nemes család tulajdonában állt. A török harcok következtében 1680-ban elnéptelenedett, de újratelepítették. A 19. század elején 279 lakosa volt. 1828-ban 43 házában 295 lakos élt, akik főként mezőgazdasággal foglalkoztak.
Vályi András szerint "SZENT KIRÁLY. Magyar falu Gömör Várm. földes Ura Pletrich Uraság, lakosai katolikusok, fekszik napkel. Sajó vize partyához, és Putnokhoz nem meszsze, mellynek filiája. Némellyek eredetét, vólt hajdani nevezetes Szentegyházának építtetését, sőt nevezetét is Sz. István Királynak tulajdoníttyák; határja termékeny, fája, réttye, legelője, és malma is hasznos."
Fényes Elek szerint "Szentkirály, helység, Gömör vmegyében, felülről Recske, alólról Abafalva helységekkel határos, a Tornaljától Putnok felé vivő országut mellett, lapos helyen fekszik. Diszesiti ezen helységet Jankovics Antal urnak nagy kastélya s több épületei. A lakosok száma 314, kik közül rom. kath. 194, reform. 120. – Van 12 4/8 urbéri, 23 majorsági telek, 24 zsellér, és 714 hold erdeje, s a Sajó vizén jó malma. – Szántófölde mindent megterem; rétje jó és sok takarmányt ad; a lakosok a szarvasmarhatenyésztésnek nagy kedvelői. Az egész helységnek ura Jankovics Antal."
Gömör-Kishont vármegye monográfiája szerint "Szentkirály, sajómenti magyar kisközség, körjegyzőségi székhely, 136 házzal és 665 róm. kath. és ev. ref. vallású lakossal. A Szentkirályi család ősi fészke. 1386-ban már birtokában találjuk a községet és ekkor Zenthkyral alakban van említve. 1443-ban a Perbesházy család bírja zálogjogon, azután a Jánosfalvyaké lesz, 1487 körül pedig a Fügedyeké, majd az Abaffyaké. 1489-ben a Bekény családot is itt találjuk, azután pedig a Pletrich, Vécsey és a Jankovich családot. Most Szilárdy Bélának, Walther Gyulának és Balázs Antalnénak van itt nagyobb birtokuk. A Szilárdy-féle nagyobb szabású kastély érdekes régi épület, kath. templommal. Az épületnek egy része a hagyomány szerint még László király idejéből való és ennek kastélya volt. Építését csak a Pletrich György és neje Szentmiklóssy Anna idejére lehet visszavezetni, vagyis a 17. századig. Ezektől a Vécseyek birtokába került, azután a Jankovich családé lett. Ettől a családtól vette meg a mostani tulajdonos. Walther Gyula úrilakát Jankovich Antal építtette. A községben két templom van. A róm. kath. templom 1752-ben, a református 1829-ben épült. Szentkirályhoz tartoznak Holya, Peres, Czifra és Lóczi puszták, mely utóbbi hajdan külön község volt és már 1230-ban villa Louch udvarnicorum néven van említve, vagyis mint a királyi udvari népek faluja. Később Alsó és Felső jelzőkkel mint két puszta van megkülönböztetve. A község postája, távírója és vasúti állomása Bánréve."
A trianoni diktátumig Gömör-Kishont vármegye Tornaljai járásához tartozott. 1938 és 1944 között ismét Magyarország része.
1947-ben Kárpátaljáról érkeztek ide szlovák lakosok. Közúti határátkelőhely Magyarországra.

## Népessége
| Év:            | 1994. | 2004.   | 2014.   | 2024.   |
| -------------- | ----- | ------- | ------- | ------- |
| Emberek száma: | 909   | 925     | 968     | 932     |
| Eltérés:       |       | +1,76 % | +4,64 % | -3,71 % |

| Év:            | 2023. | 2024.   |
| -------------- | ----- | ------- |
| Emberek száma: | 934   | 932     |
| Eltérés:       |       | -0,21 % |

1910-ben 661-en, túlnyomórészt magyarok lakták.
2001-ben 932 lakosából 649 magyar.
2011-ben 969 lakosából 532 magyar, 201 szlovák és 192 cigány.
2021-ben 932 lakosából 556 magyar (59,66%), 200 szlovák, 166 cigány, 3 cseh, 1 lengyel, 6 ismeretlen nemzetiségű.

## Nevezetességei

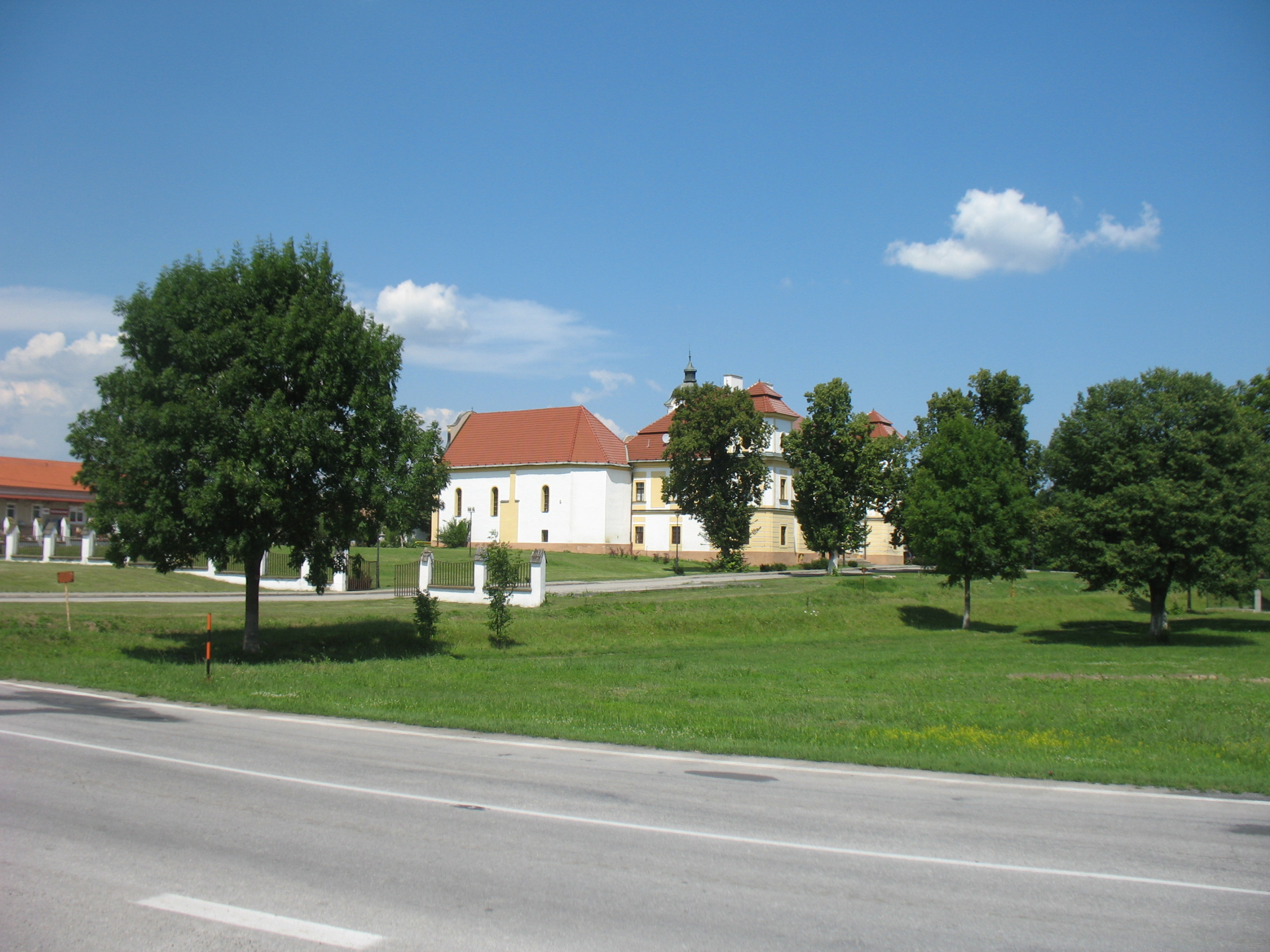

- A Jankovich család barokk-klasszicista kastélya 1744-ben épült, egy korábbi kastély alapjain. A kastély jobb szárnya alkotja az 1752-ben épült Szent László templomot.
- A református templom 1829-ben létesült.
- Az evangélikus templom 1972-ben épült.

## Külső hivatkozások
- A község a régió honlapján
- E-obce.sk Archiválva 2009. november 13-i dátummal a Wayback Machine-ben
- Obce info.sk[halott link]
- Sajószentkirály Szlovákia térképén
- Sajószentkirály kastély